# پاکسازی آنسی

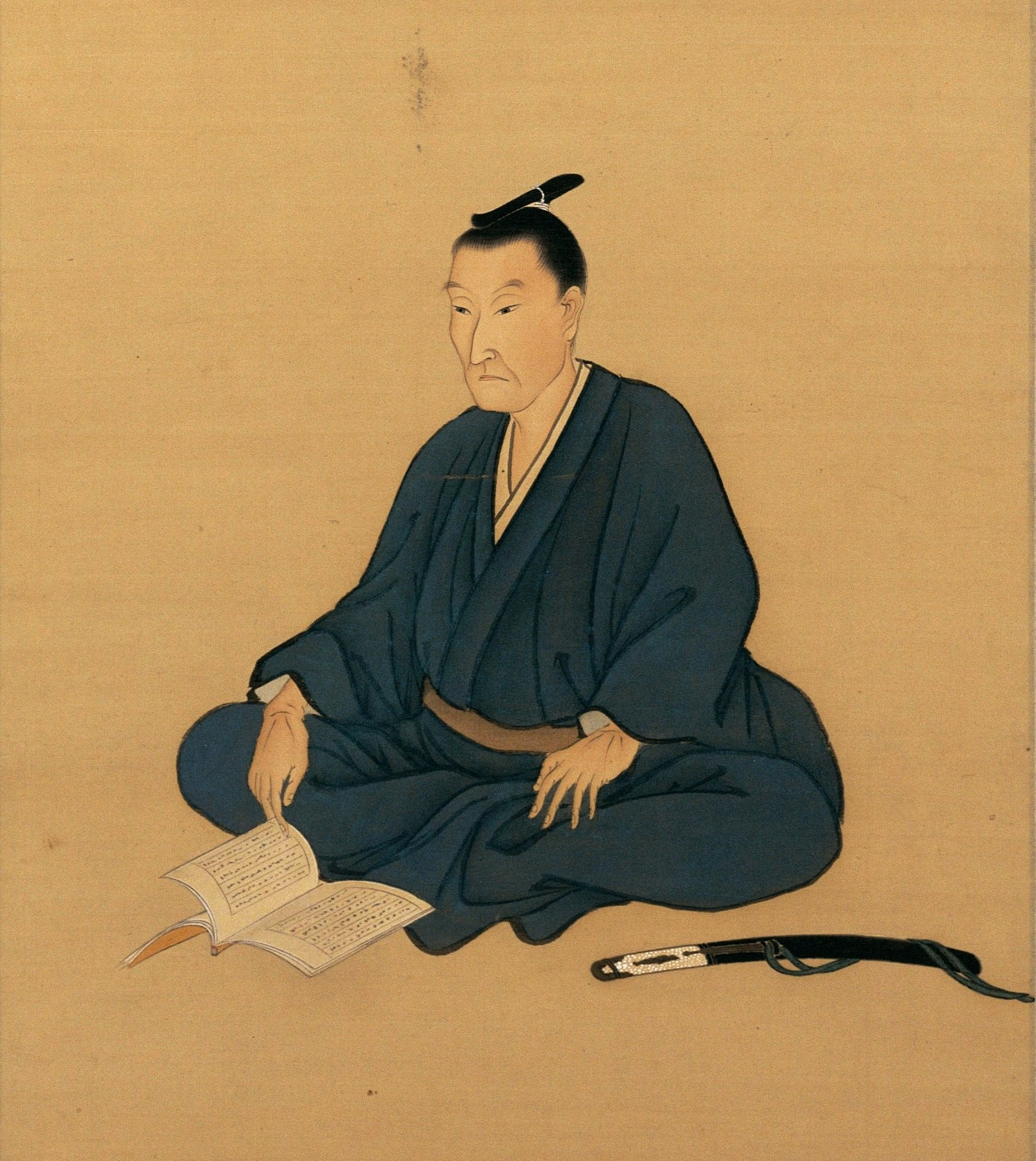
تصویری از تصفیه آنسی

تصفیه آنسی (به ژاپنی: 安政の大獄 Ansei no taigoku) به وقایعی چندین ساله در تاریخ ژاپن در دوره ادو بین ۱۸۵۸–۱۸۶۰ گفته می‌شود. در طی تصفیه آنسی شوگون‌سالاری توکوگاوا کسانی را که از سیاست‌های تجارت خارجی حمایت نمی‌کنند را زندانی، اعدام یا تبعید کرد. دستور تصفیه آنسی از طرف شوگون و توسط ای نائوسوکه صادر شد. این تصفیه به منظور مقابله با مخالفت با معاهده‌های تجارت با ایالات متحده آمریکا، روسیه، بریتانیای کبیر، فرانسه و هلند انجام شد و بیش از صد نفر قربانی این دستور دولتی شدند.